# بکت در فیلم
بکت در فیلم (انگلیسی: Beckett on Film) پروژه‌ای با هدف ساخت نسخه‌های سینمایی همهٔ نوزده نمایش‌نامهٔ تئاتر ساموئل بکت، به استثنای الوتریا بود. این کوشش با موفقیت به پایان رسید و نخستین فیلم‌ها در سال ۲۰۰۱ به نمایش درآمدند.
ده تا از این فیلم‌ها در جشنواره بین‌المللی فیلم تورنتو در سال ۲۰۰۰ به نمایش درآمد و برخی از آنها در کانال ۴ تلویزیون پخش شدند. در ۶ فوریه ۲۰۰۲، این مجموعه برنده جایزه بهترین درام تلویزیونی در ششمین مراسم نمایش ساوت بانک در تئاتر ساووی لندن شد. این فیلم‌ها هرگز از اکران عمومی سینمایی برخوردار نشدند، اما در سپتامبر ۲۰۰۱، هر نوزده فیلم در مرکز باربیکان لندن به نمایش درآمدند. آنها همچنین در تعدادی ویدیو و در قالب دی‌وی‌دی منتشر شدند که شامل یک برنوشت و چندین ویژگی اضافی بود.
یک ویدئوی مستند، با عنوان مدخل را بررسی کنید: قرار دادن بکت در فیلم (Check the Gate: Putting Beckett on Film) و به کارگردانی پیرس لیهان، در ۵ فوریه ۲۰۰۳ منتشر شد. این فیلم از نزدیک به کار پروژه می‌پرداخت.